# Poplaca
Poplaca (en hongrois : Popláka, en allemand : Gunzendorf) est une commune du județ de Sibiu en Roumanie.